# Dixième circonscription du Val-de-Marne
La dixième circonscription du Val-de-Marne est l'une des 11 circonscriptions législatives françaises que compte le département du Val-de-Marne (94) situé en région Île-de-France.

## Description géographique et démographique
La dixième circonscription du Val-de-Marne est délimitée par le découpage électoral de la loi n°86-1197 du 24 novembre 1986
, elle regroupe les divisions administratives suivantes : 
- Canton d'Ivry-sur-Seine-Est
- Canton d'Ivry-sur-Seine-Ouest
- Canton du Kremlin-Bicêtre
- Canton de Vitry-sur-Seine-Nord

D'après le recensement général de la population en 1999, réalisé par l'Institut national de la statistique et des études économiques (INSEE), la population totale de cette circonscription est estimée à 109 504 habitants,.

## Historique des députations
| Législature | Début de mandat | Fin de mandat  | Député              | Parti politique | Observations                                                                           |
| ----------- | --------------- | -------------- | ------------------- | --------------- | -------------------------------------------------------------------------------------- |
| IXe         | 23 juin 1988    | 1er avril 1993 | Jean-Claude Lefort  | PCF             |                                                                                        |
| Xe          | 2 avril 1993    | 21 avril 1997  | Jean-Claude Lefort, | PCF,            | Mandat écourté à la suite d'une dissolution parlementaire décidée par Jacques Chirac.  |
| XIe         | 12 juin 1997    | 18 juin 2002   | Jean-Claude Lefort  | PCF             |                                                                                        |
| XIIe        | 19 juin 2002    | 19 juin 2007   | Jean-Claude Lefort, | PCF,            |                                                                                        |
| XIIIe       | 20 juin 2007    | 19 juin 2012   | Pierre Gosnat       | PCF             |                                                                                        |
| XIVe        | 20 juin 2012    | 20 juin 2017   | Jean-Luc Laurent    | MRC             |                                                                                        |
| XVe         | 21 juin 2017    | 21 juin 2022   | Mathilde Panot      | LFI             |                                                                                        |
| XVIe        | 22 juin 2022    | 9 juin 2024    | Mathilde Panot      | LFI             | Mandat écourté à la suite d'une dissolution parlementaire décidée par Emmanuel Macron. |
| XVIIe       | 8 juillet 2024  | En cours       | Mathilde Panot      | LFI             |                                                                                        |

## Historique des élections

### Élections de 1988
| Candidat       | Candidat               | Parti             | Premier tour | Premier tour | Second tour | Second tour |  |
| Candidat       | Candidat               | Parti             | Voix         | %            | Voix        | %           |  |
| -------------- | ---------------------- | ----------------- | ------------ | ------------ | ----------- | ----------- |  |
|                | Jean-Claude Lefort élu | PCF               | 13 651       | 37,01        | 24 809      | 100,00      |  |
|                | Jean-Luc Laurent       | PS                | 9 540        | 25,87        | Retrait     | Retrait     |  |
|                | Claudine Décimo        | RPR (URC)         | 6 441        | 17,46        |             |             |  |
|                | Christian Le Scornec   | FN                | 3 666        | 9,94         |             |             |  |
|                | Janine Mielle          | Divers écologiste | 1 481        | 4,02         |             |             |  |
|                | Jean-Claude Denne      | diss. UDF         | 1 305        | 3,54         |             |             |  |
|                | Christian Brett        | LCR               | 677          | 1,84         |             |             |  |
|                | Bernard Gaudio         | POE               | 121          | 0,33         |             |             |  |
|                |                        |                   |              |              |             |             |  |
| Inscrits       | Inscrits               | Inscrits          | 59 240       | 100,00       | 59 237      | 100,00      |  |
| Abstentions    | Abstentions            | Abstentions       | 21 928       | 37,02        | 27 455      | 46,35       |  |
| Votants        | Votants                | Votants           | 37 312       | 62,98        | 31 782      | 53,65       |  |
| Blancs et nuls | Blancs et nuls         | Blancs et nuls    | 430          | 1,15         | 6 973       | 21,94       |  |
| Exprimés       | Exprimés               | Exprimés          | 36 882       | 98,85        | 24 809      | 78,06       |  |

Le suppléant de Jean-Claude Lefort était Jacques Laloë, maire d'Ivry-sur-Seine.

### Élections de 1993
| Candidat       | Candidat                         | Parti          | Premier tour | Premier tour | Second tour | Second tour |  |
| Candidat       | Candidat                         | Parti          | Voix         | %            | Voix        | %           |  |
| -------------- | -------------------------------- | -------------- | ------------ | ------------ | ----------- | ----------- |  |
|                | Jean-Claude Lefort sortant réélu | PCF            | 12 925       | 35,34        | 21 173      | 61,82       |  |
|                | Jean-Michel Tanguy               | RPR (UPF)      | 8 615        | 23,56        | 13 079      | 38,18       |  |
|                | Jean-Luc Laurent                 | PS (ADFP)      | 4 600        | 12,58        |             |             |  |
|                | Jacques Anthonioz                | FN             | 4 380        | 11,98        |             |             |  |
|                | Jean-Paul Deléage                | Les Verts (EÉ) | 3 982        | 10,89        |             |             |  |
|                | Pascal Gaillourdet               | LT-LNÉ         | 863          | 2,36         |             |             |  |
|                | Danielle Riche                   | LO             | 776          | 2,12         |             |             |  |
|                | Michèle Lepeuve                  | PT             | 430          | 1,18         |             |             |  |
|                |                                  |                |              |              |             |             |  |
| Inscrits       | Inscrits                         | Inscrits       | 55 324       | 100,00       | 55 321      | 100,00      |  |
| Abstentions    | Abstentions                      | Abstentions    | 17 498       | 31,63        | 18 828      | 34,03       |  |
| Votants        | Votants                          | Votants        | 37 826       | 68,37        | 36 493      | 65,97       |  |
| Blancs et nuls | Blancs et nuls                   | Blancs et nuls | 1 255        | 3,32         | 2 241       | 6,14        |  |
| Exprimés       | Exprimés                         | Exprimés       | 36 571       | 96,68        | 34 252      | 93,86       |  |

Le suppléant de Jean-Claude Lefort était Jacques Laloë.

### Élections de 1997
| Candidat       | Candidat                         | Parti          | Premier tour | Premier tour | Second tour | Second tour |  |
| Candidat       | Candidat                         | Parti          | Voix         | %            | Voix        | %           |  |
| -------------- | -------------------------------- | -------------- | ------------ | ------------ | ----------- | ----------- |  |
|                | Jean-Claude Lefort sortant réélu | PCF            | 10 921       | 32,36        | 19 965      | 100,00      |  |
|                | Patrick Zaregradsky              | PS             | 6 011        | 17,81        | Retrait     | Retrait     |  |
|                | Annie Le Franc                   | UDF (FD)       | 5 811        | 17,22        |             |             |  |
|                | Marcel Laprevotte                | FN             | 4 504        | 13,35        |             |             |  |
|                | Chantal Duchene                  | Extrême gauche | 1 597        | 4,73         |             |             |  |
|                | Danielle Riche                   | LO             | 1 234        | 3,66         |             |             |  |
|                | Michèle Abramowicz               | GÉ             | 954          | 2,83         |             |             |  |
|                | Guy De Montis                    | LDI (MPF)      | 614          | 1,82         |             |             |  |
|                | Frédéric Brand                   | MÉI            | 529          | 1,57         |             |             |  |
|                | Mounir Moussaoui                 | Divers gauche  | 524          | 1,55         |             |             |  |
|                | Carine Barbier                   | LCR            | 481          | 1,43         |             |             |  |
|                | Renaud Vaschalde                 | US4J           | 323          | 0,96         |             |             |  |
|                | Sylvie Rwayane                   | IR             | 140          | 0,41         |             |             |  |
|                | Eric Basier                      | Divers         | 68           | 0,2          |             |             |  |
|                | Pierre Gallien                   | Divers droite  | 38           | 0,11         |             |             |  |
|                |                                  |                |              |              |             |             |  |
| Inscrits       | Inscrits                         | Inscrits       | 54 073       | 100,00       | 54 072      | 100,00      |  |
| Abstentions    | Abstentions                      | Abstentions    | 19 266       | 35,63        | 26 365      | 48,76       |  |
| Votants        | Votants                          | Votants        | 34 807       | 64,37        | 27 707      | 51,24       |  |
| Blancs et nuls | Blancs et nuls                   | Blancs et nuls | 1 058        | 3,04         | 7 742       | 27,94       |  |
| Exprimés       | Exprimés                         | Exprimés       | 33 749       | 96,96        | 19 965      | 72,06       |  |

La suppléante de Jean-Claude Lefort était Sylvie Vassallo, auteure de livres jeunesse.

### Élections de 2002
| Candidat       | Candidat                         | Parti             | Premier tour | Premier tour | Second tour | Second tour |  |
| Candidat       | Candidat                         | Parti             | Voix         | %            | Voix        | %           |  |
| -------------- | -------------------------------- | ----------------- | ------------ | ------------ | ----------- | ----------- |  |
|                | Jean-Claude Lefort sortant réélu | PCF               | 8 306        | 25,13        | 17 905      | 61,75       |  |
|                | Michèle Pesenti                  | UMP               | 7 331        | 22,18        | 11 089      | 38,25       |  |
|                | Maria Moranchel                  | PS                | 6 795        | 20,56        |             |             |  |
|                | Thérèse Patry                    | FN                | 3 212        | 9,72         |             |             |  |
|                | Chantal Duchêne                  | Les Verts         | 1 694        | 5,13         |             |             |  |
|                | Jean-Luc Laurent                 | Pôle républicain  | 1 435        | 4,34         |             |             |  |
|                | Annie Bégot                      | UDF               | 1 249        | 3,78         |             |             |  |
|                | Carine Barbier                   | LCR               | 956          | 2,89         |             |             |  |
|                | Gisèle Pernin                    | LO                | 436          | 1,32         |             |             |  |
|                | Myriam Ablon                     | Divers            | 380          | 1,15         |             |             |  |
|                | Colette Huard                    | RPF               | 296          | 0,9          |             |             |  |
|                | Bernard Kriegel                  | MNR               | 283          | 0,86         |             |             |  |
|                | Françoise Arnold                 | MÉI               | 199          | 0,6          |             |             |  |
|                | Caroline Tacchella               | PT                | 182          | 0,55         |             |             |  |
|                | Daniel Plotkin                   | Divers écologiste | 119          | 0,33         |             |             |  |
|                | Norbert Haumont                  | Divers gauche     | 108          | 0,33         |             |             |  |
|                | Alain Michaud                    | CPNT              | 69           | 0,21         |             |             |  |
|                |                                  |                   |              |              |             |             |  |
| Inscrits       | Inscrits                         | Inscrits          | 54 212       | 100,00       | 54 309      | 100,00      |  |
| Abstentions    | Abstentions                      | Abstentions       | 20 652       | 38,09        | 24 275      | 44,7        |  |
| Votants        | Votants                          | Votants           | 33 560       | 61,91        | 30 034      | 55,3        |  |
| Blancs et nuls | Blancs et nuls                   | Blancs et nuls    | 510          | 1,52         | 1 040       | 3,46        |  |
| Exprimés       | Exprimés                         | Exprimés          | 33 050       | 98,48        | 28 994      | 96,54       |  |

La suppléante de Jean-Claude Lefort était Anita Ardura, sociologue, chargée d'enseignement, conseillère municipale de Vitry-sur-Seine.

### Élections de 2007
| Candidat       | Candidat             | Parti          | Premier tour | Premier tour | Second tour | Second tour |  |
| Candidat       | Candidat             | Parti          | Voix         | %            | Voix        | %           |  |
| -------------- | -------------------- | -------------- | ------------ | ------------ | ----------- | ----------- |  |
|                | Pierre Gosnat élu    | PCF            | 9 734        | 28,93        | 19 708      | 64,7        |  |
|                | Philippe Bachschmidt | UMP            | 8 494        | 25,24        | 10 754      | 35,3        |  |
|                | Jean-Luc Laurent     | MRC (PS)       | 7 928        | 23,56        |             |             |  |
|                | Annie Le Franc       | UDF–MoDem      | 2 529        | 7,52         |             |             |  |
|                | Thérèse Patry        | FN             | 1 193        | 3,55         |             |             |  |
|                | Chantal Duchêne      | Les Verts      | 1 162        | 3,45         |             |             |  |
|                | Pascal Le Phat Tan   | LCR            | 974          | 2,89         |             |             |  |
|                | Jacqueline Rousseau  | MNR            | 287          | 0,85         |             |             |  |
|                | Shehyrazade Bahri    | MÉI            | 266          | 0,79         |             |             |  |
|                | Gisèle Pernin        | LO             | 264          | 0,78         |             |             |  |
|                | Jean-Pierre Laurent  | diss. PCF      | 235          | 0,7          |             |             |  |
|                | Abdelkader Hamidi    | Divers         | 220          | 0,65         |             |             |  |
|                | Dominique Charpiat   | PT             | 154          | 0,46         |             |             |  |
|                | Richard Dali         | Divers         | 145          | 0,43         |             |             |  |
|                | Dominique Elias      | Divers         | 60           | 0,18         |             |             |  |
|                | Éric Bastin          | Divers         | 2            | 0,01         |             |             |  |
|                |                      |                |              |              |             |             |  |
| Inscrits       | Inscrits             | Inscrits       | 61 084       | 100,00       | 61 144      | 100,00      |  |
| Abstentions    | Abstentions          | Abstentions    | 26 970       | 44,15        | 29 591      | 48,4        |  |
| Votants        | Votants              | Votants        | 34 114       | 55,85        | 31 553      | 51,6        |  |
| Blancs et nuls | Blancs et nuls       | Blancs et nuls | 467          | 1,37         | 1 091       | 3,46        |  |
| Exprimés       | Exprimés             | Exprimés       | 33 647       | 98,63        | 30 462      | 96,54       |  |

### Élections de 2012
| Candidat       | Candidat              | Parti          | Premier tour | Premier tour | Second tour | Second tour |  |
| Candidat       | Candidat              | Parti          | Voix         | %            | Voix        | %           |  |
| -------------- | --------------------- | -------------- | ------------ | ------------ | ----------- | ----------- |  |
|                | Jean-Luc Laurent élu  | MRC (PS)       | 10 810       | 33,33        | 17 943      | 100,00      |  |
|                | Pierre Gosnat sortant | FG (PCF)       | 9 821        | 30,28        | Retrait     | Retrait     |  |
|                | Bruno Castelnau       | UMP            | 4 155        | 12,81        |             |             |  |
|                | Alain Eringer         | FN             | 3 125        | 9,64         |             |             |  |
|                | Mehdy Belabbas        | EÉLV           | 2 110        | 6,51         |             |             |  |
|                | Saïd Hassani          | MoDem          | 755          | 2,33         |             |             |  |
|                | Julien Odoul          | UDI            | 519          | 1,60         |             |             |  |
|                | Maxime de Jode        | Pirate         | 307          | 0,95         |             |             |  |
|                | Serge Aberdam         | NPA            | 241          | 0,74         |             |             |  |
|                | Gisèle Pernin         | LO             | 202          | 0,62         |             |             |  |
|                | Claudine Cros         | NC             | 167          | 0,51         |             |             |  |
|                | Aimé Savy             | POI            | 122          | 0,38         |             |             |  |
|                | Alain Boulanger       | Sans étiquette | 96           | 0,30         |             |             |  |
|                | Julie Zhu             | PLD            | 0            | 0,00         |             |             |  |
|                |                       |                |              |              |             |             |  |
| Inscrits       | Inscrits              | Inscrits       | 63 302       | 100,00       | 63 302      | 100,00      |  |
| Abstentions    | Abstentions           | Abstentions    | 30 442       | 48,09        | 40 387      | 63,8        |  |
| Votants        | Votants               | Votants        | 32 860       | 51,91        | 22 915      | 36,2        |  |
| Blancs et nuls | Blancs et nuls        | Blancs et nuls | 430          | 1,31         | 4 972       | 21,7        |  |
| Exprimés       | Exprimés              | Exprimés       | 32 430       | 98,69        | 17 943      | 78,3        |  |

### Élections de 2017
|                                                                             | |                           |                           |                          |                          |
|                                                                             | | Premier tour 11 juin 2017 | Premier tour 11 juin 2017 | Second tour 18 juin 2017 | Second tour 18 juin 2017 |
|                                                                             | |                           |                           |                          |                          |
|                                                                             | | Nombre                    | % des inscrits            | Nombre                   | % des inscrits           |
| Inscrits                                                                    | Inscrits | 64 439                    | 100,00                    | 64 439                   | 100,00                   |
| Abstentions                                                                 | Abstentions | 34 722                    | 53,88                     | 38 463                   | 59,69                    |
| Votants                                                                     | Votants | 29 717                    | 46,12                     | 25 976                   | 40,31                    |
|                                                                             | |                           | % des votants             |                          | % des votants            |
| Bulletins blancs                                                            | Bulletins blancs | 364                       | 1,22                      | 1 333                    | 5,13                     |
| Bulletins nuls                                                              | Bulletins nuls | 149                       | 0,50                      | 617                      | 2,38                     |
| Suffrages exprimés                                                          | Suffrages exprimés | 29 204                    | 98,27                     | 24 026                   | 92,49                    |
|                                                                             | |                           |                           |                          |                          |
| Candidat Étiquette politique (partis et alliances)                          | Candidat Étiquette politique (partis et alliances)                                                                              | Voix                      | % des exprimés            | Voix                     | % des exprimés           |
|                                                                             | |                           |                           |                          |                          |
|                                                                             | Sheerazed Boulkroun La République en marche !                                                                                   | 8 942                     | 30,62                     | 11 479                   | 47,78                    |
|                                                                             | Mathilde Panot La France insoumise                                                                                              | 4 687                     | 16,05                     | 12 547                   | 52,22                    |
|                                                                             | Pascal Savoldelli Parti communiste français                                                                                     | 4 435                     | 15,19                     |                          |                          |
|                                                                             | Jean-Luc Laurent (député sortant) Divers gauche (Mouvement républicain et citoyen - Parti socialiste - Parti radical de gauche) | 3 673                     | 12,58                     |                          |                          |
|                                                                             | Mehdy Bellabbas Europe Écologie Les Verts                                                                                       | 2 023                     | 6,93                      |                          |                          |
|                                                                             | Martine Blanluette Front national                                                                                               | 1 998                     | 6,84                      |                          |                          |
|                                                                             | Marie Andria Les Républicains (Union des démocrates et indépendants)                                                            | 1 927                     | 6,60                      |                          |                          |
|                                                                             | Myriam Waeler Debout la France                                                                                                  | 443                       | 1,52                      |                          |                          |
|                                                                             | Audrey Leung Divers (Union populaire républicaine)                                                                              | 300                       | 1,03                      |                          |                          |
|                                                                             | Gisèle Pernin Lutte ouvrière | 299                       | 1,02                      |                          |                          |
|                                                                             | Maël Fleury Divers (Parti du vote blanc)                                                                                        | 218                       | 0,75                      |                          |                          |
|                                                                             | Maria Alexandre Colmado Divers gauche (Nouvelle Donne)                                                                          | 207                       | 0,71                      |                          |                          |
|                                                                             | Hugo Fargette Divers (Allons enfants !)                                                                                         | 52                        | 0,18                      |                          |                          |
|                                                                             | Clémentine Makangila-Lebo Divers                                                                                                | 0                         | 0,00                      |                          |                          |
| Source : Ministère de l'Intérieur - Dixième circonscription du Val-de-Marne | |                           |                           |                          |                          |

### Élections de 2022
Les élections législatives françaises de 2022 se déroulent les dimanches 12 et 19 juin 2022.
|                                                    |                                                                                    |                           |                           |                          |                          |
|                                                    |                                                                                    | Premier tour 12 juin 2022 | Premier tour 12 juin 2022 | Second tour 19 juin 2022 | Second tour 19 juin 2022 |
|                                                    |                                                                                    |                           |                           |                          |                          |
|                                                    |                                                                                    | Nombre                    | % des inscrits            | Nombre                   | % des inscrits           |
| Inscrits                                           | Inscrits                                                                           | 67 111                    | 100                       | 67 134                   | 100                      |
| Abstentions                                        | Abstentions                                                                        | 37 021                    | 55,16                     | 38 021                   | 56,63                    |
| Votants                                            | Votants                                                                            | 30 090                    | 44,84                     | 29 113                   | 43,37                    |
|                                                    |                                                                                    |                           | % des votants             |                          | % des votants            |
| Bulletins blancs                                   | Bulletins blancs                                                                   | 499                       | 1,66                      | 973                      | 3,34                     |
| Bulletins nuls                                     | Bulletins nuls                                                                     | 193                       | 0,64                      | 432                      | 1,48                     |
| Suffrages exprimés                                 | Suffrages exprimés                                                                 | 29 398                    | 97,70                     | 27 708                   | 95,17                    |
|                                                    |                                                                                    |                           |                           |                          |                          |
| Candidat Étiquette politique (partis et alliances) | Candidat Étiquette politique (partis et alliances)                                 | Voix                      | % des exprimés            | Voix                     | % des exprimés           |
|                                                    |                                                                                    |                           |                           |                          |                          |
|                                                    | Mathilde Panot* Nouvelle Union populaire écologique et sociale La France insoumise | 16 122                    | 54,84                     | 18 739                   | 67,63                    |
|                                                    | Philippe Hardouin Ensemble                                                         | 6 113                     | 20,79                     | 8 969                    | 32,37                    |
|                                                    | Elise Lin Rassemblement national                                                   | 2 817                     | 9,58                      |                          |                          |
|                                                    | Alex Joubert Union des démocrates et indépendants                                  | 1 407                     | 4,79                      |                          |                          |
|                                                    | Philippe Houplain Reconquête                                                       | 1 100                     | 3,74                      |                          |                          |
|                                                    | Bernard Chappellier La planète au centre                                           | 783                       | 2,66                      |                          |                          |
|                                                    | Christine Lichtenauer Lutte ouvrière                                               | 614                       | 2,09                      |                          |                          |
|                                                    | César Courant Parti animaliste                                                     | 442                       | 1,50                      |                          |                          |
| * Députée sortante                                 |                                                                                    |                           |                           |                          |                          |

### Élections législatives de 2024
| Candidat                 | Candidat                 | Parti et coalition       | Nuance                   | Premier tour | Premier tour |
| Candidat                 | Candidat                 | Parti et coalition       | Nuance                   | Voix         | %            |
| ------------------------ | ------------------------ | ------------------------ | ------------------------ | ------------ | ------------ |
|                          | Mathilde Panot           | LFI (NFP)                | UG                       | 25 536       | 59,27        |
|                          | Shannon Seban            | RE (ENS)                 | ENS                      | 7 977        | 18,51        |
|                          | Elise Lin                | RN                       | RN                       | 6 408        | 14,87        |
|                          | Coralie Barberon         | UDI - VD                 | ECO                      | 1 788        | 4,15         |
|                          | Christine Lichtenauer    | LO                       | EXG                      | 491          | 1,14         |
|                          | Charlotte Sevestre       | REC                      | REC                      | 469          | 1,09         |
|                          | Selma Labib              | NPA-R                    | EXG                      | 212          | 0,49         |
|                          | Farid Aïssaoui           | SE                       | DIV                      | 204          | 0,47         |
|                          |                          |                          |                          |              |              |
| Votes valides            | Votes valides            | Votes valides            | Votes valides            | 43 085       | 97,63        |
| Votes blancs             | Votes blancs             | Votes blancs             | Votes blancs             | 664          | 1,50         |
| Votes nuls               | Votes nuls               | Votes nuls               | Votes nuls               | 381          | 0,86         |
| Total                    | Total                    | Total                    | Total                    | 44 130       | 100          |
| Abstention               | Abstention               | Abstention               | Abstention               | 22 498       | 33,77        |
| Inscrits / participation | Inscrits / participation | Inscrits / participation | Inscrits / participation | 66 628       | 66,23        |